# Geronthrae
Geronthrae (en grec ancien Γερόνθραι), est une ville de la Grèce antique en Laconie, identifiée à l'actuelle Geráki.

## Histoire
Geronthrae est une des 24 villes qu'Auguste a soustraites à la domination de Sparte.
Dans l'église de Hagios Jannis a été découverte la traduction grecque de la loi de Maximum publiée en 301 par Dioclétien, qui se compose de 552 lignes gravées sur des plaques de marbre.